# Aliança de Socialdemòcrates
L'Aliança de Socialdemòcrates (en islandès: Bandalag jafnaðarmanna) va ser un partit polític socialdemòcrata d'Islàndia.
El partit va ser fundat el 1983 per Vilmundur Gylfason, com a escissió del Partit Socialdemòcrata. Va guanyar quatre escons a l'Althing a les eleccions d'abril d'aquell any, tot i que Vilmundur va morir pocs mesos més tard. El 1986, tots els seus membres parlamentaris van abandonar el partit, tres membres es van unir al Partit Socialdemòcrata i un al Partit de la Independència. Així, no va aconseguir cap escó a les eleccions de 1987,  i el seu percentatge de vot va caure del 7,3% a només el 0,2%.

## Resultats electorals
| Any  | Líder              | Vots  | %   | Escons | +/– | Pos. | Govern            |
| ---- | ------------------ | ----- | --- | ------ | --- | ---- | ----------------- |
| 1983 | Vilmundur Gylfason | 9,489 | 7.3 | 4 / 60 | Nou | 5è   | Oposició          |
| 1987 |                    | 246   | 0.2 | 0 / 63 | 4   | 10è  | Extraparlamentari |